# Odo Loewe
Odo Loewe (Ludwigslust, 1914. szeptember 12. – Farvel-fok, 1943. május 9.) német tengeralattjáró-kapitány volt a második világháborúban. Két hajót elsüllyesztett, ezek összesített vízkiszorítása 17 335 brt volt.

## Pályafutása
Odo Loewe 1934. április 8-án csatlakozott a német haditengerészethez. Három hajó kapitánya volt, ezekkel egy-egy járőrutat tett. 1942. április 1-jén sorhajóhadnaggyá léptették elő. 1943. május 19-én tengeralattjáróját, az U–954-et az Atlanti-óceán északi részén, a Farvel-foktól délre az HMS Jed brit fregatt és az HMS Sennen brit szlúp mélységi bombákkal elsüllyesztette. Loewe és teljes legénysége, köztük Karl Dönitz Peter nevű fia, életét vesztette.

## Összegzés
| Hajója | Parancsnoki szolgálata                  | Őrjáratok száma | Őrjáratok hossza (nap) | Eltalált hajók száma | Eltalált hajók vízkiszorítása (brt) |
| ------ | --------------------------------------- | --------------- | ---------------------- | -------------------- | ----------------------------------- |
| U–256  | 1941. december 18. – 1942. november 30. | 1               | 38                     | 0                    | 0                                   |
| U–254  | 1942. szeptember – 1942. október        | 1               | 32                     | 2                    | 17 335                              |
| U–954  | 1942. december 23. – 1943. május 19.    | 1               | 42                     | 0                    | 0                                   |
|        | Összesen                                | 3               | 112                    | 2                    | 17 335                              |

## Elsüllyesztett hajók
| Búvárhajó | Nap              | Hajó              | Nemzetisége        | Vízkiszorítása (brt |
| --------- | ---------------- | ----------------- | ------------------ | ------------------- |
| U–254     | 1942. október 3. | Esso Williamsburg | Egyesült Államok   | 11 237              |
| U–254     | 1942. október 9. | Pennington Court  | Egyesült Királyság | 6098                |